# Carlos Illescas
Carlos Illescas Hérnandez (Guatemala, 9 de mayo de 1918 - México DF, 22 de junio de 1998) fue un poeta, narrador, ensayista y guionista cinematográfico guatemalteco que residió en México gran parte de su vida. 

## Biografía
Hijo de Manuel María Illescas y Socorro Hernández Monzón. Estudió la primaria en las escuelas Asilo Santa María, Serapio Cruz, República de Costa Rica y Bartolomé de las Casas; la educación media en la Escuela Nacional de Comercio y el bachillerato en el Instituto Central de Varones. En Guatemala trabajó como escritor y periodista de 1939 a 1944 para Nuestro Diario y El Imparcial. Fundador, con Augusto Monterroso, Guillermo Noriega Morales, Juan Antonio Franco y Otto-Raúl González, de la publicación política El Espectador. Miembro fundador de la Revista de Guatemala, columnista de El Popular. 
De 1953 a 1954, fue asesor de la TGW, «La voz de Guatemala». Fue fundador y colaborador de la revista Barcos de Papel, con Rosario Castellanos, Dolores Castro, Ernesto Cardenal y otros. Fue miembro del servicio exterior de Guatemala, con el cargo de canciller, y director de Guatemala (boletín informativo de la embajada de Guatemala en México), hasta 1954. De 1955 a 1963 fue editor de varios números de la colección Nuestros Clásicos, de la UNAM. Fundador de la revista Siete Días. Laboró en el Centro Universitario de Estudios Cinematográficos, en la Dirección de Literatura de la UNAM y en Radio UNAM. Escribió en los periódicos El Universal, Ovaciones, Excelsior y Por Esto. Colaboró en la revista Dialéctica, de la Universidad Autónoma de Puebla, en México en la Cultura, de El Nacional, y La Cultura en México, de Novedades. 
Fue fundador y colaborador de la Revista de Educación Superior de la ANUIES, redactor y colaborador de la revista Universidad de México, columnista de El Gallo Ilustrado de El Día, de la Semana de Bellas Artes, de la revista Bellas Artes, de La Palabra y el Hombre, de la Universidad Veracruzana. Fue cofundador de la Revista de Guatemala y colaborador de Lanzas y Letras, Presencia y Alero. Coordinador del Seminario de Problemas Científicos y Filosóficos de la UNAM y editor de varios volúmenes de esta colección, maestro de la UAM-Azcapotzalco, asesor de la Universidad Autónoma de Puebla, conferencista en la Universidad de Nuevo León, desarrolló una intensa actividad como maestro, conferencista, tallerista y guía de varias generaciones de escritores, cineastas, actores y maestros. En Radio UNAM, durante casi 20 años coordinó, dirigió, produjo, realizó programas de divulgación de la literatura, en los cuales se ejercía la crítica y se comentaban libros universales. 
El último programa que realizó en dicha estación de radio llevaba por título Poesía al Viento. Impartió talleres literarios del INBA en Ciudad Victoria, Tamaulipas, y en Calkiní, Campeche. Dirigió la colección Cuadernos de la Duermevela en Editorial Praxis. En 1983 le otorgaron el Premio Xavier Villaurrutia por el libro Usted es la culpable. En mayo de 1998 viajó a Guatemala para recibir la Orden Miguel Ángel Asturias. Un mes después falleció en Médica Sur, de la Ciudad de México, el 22 de junio a la una de la mañana.

## Obra

### Poesía
- Friso de otoño, Editorial El Unicornio, 1958 (Cuadernos de El Unicornio, s/n)
- Ejercicios, Editorial El Gallo de Oro, 1960
- Réquiem del obsceno, Editorial El Unicornio, 1963; 2.ª ed., Premiá, 1982
- Los cuadernos de Marsias, Editorial Trazo, 1973
- Manual de simios y otros poemas, 2.ª ed., UNAM, 1976; Editorial Cultura, 1995 (Poesía Guatemalteca siglo XX, Serie Rafael Landívar, 7)
- El mar es una llaga, Liberta-Sumaria, 1979 (Continente)
- Fragmentos reunidos, ilust. por José Antonio Hernández, El Tucán de Virginia, 1981
- Usted es la culpable, Editorial Katún, 1983
- Llama de mí, Ediciones Papel de Envolver/Editorial Veracruzana, 1985 (Luna Hiena, 19)
- Modesta contribución al arte de la fuga, Secretaría General del Estado de Jalisco/UNAM, 1988 (Textos de Humanidades)
- Epístola a don Luis Cardoza y Aragón, Trazo/Instituto Chiapaneco de Cultura/Programa Cultural de las Fronteras-Conaculta, 1990
- Planto, Instituto Chiapaneco de Cultura/Programa Cultural de las Fronteras-CNCA, 1991; 2.ª ed., Editorial Praxis, 1995 (Dánae)
- Un vaso de tiempo por nuestra señora la guitarra, Editorial Praxis, 1995
- Tus ángeles, ilust. de Carlos Villegas-Ivich, Ediciones Papeles Privados, 1997
- Palabra en tierra, Editorial Praxis, 1997 (Dánae)
- Poemas de hospital, Editorial Praxis, 1997 (Dánae)

### Cuentos
- Diez cuentos difíciles, Editorial Praxis, 1994

### Hemerografía

#### Poesía
- «Poemas de Carlos Illescas», El Acordeón, 17 may., 1998, p. 5B
- «Poemas de Illescas», La Hora, 6 nov, 1993, p. 5

#### Artículos
- «Por fin la palabra andará por la Tierra, y no por los montes de Úbeda», El Búho, 17 ago, 1997, p. 4
- «Invocación al sacro guaro», El Búho, 28 sep, 1997, p. 7
- «Alaíde en el corazón: conversaciones literarias», Fem, 17, vol. 5, feb-mar., 1981, p. 81-82
- «Apuntes sobre el guatemalteco», Revista de Guatemala, 2.ª época, año 3, vol. 6, ene-mar., 1953, p. 84-94; Magna Terra, 1, ene-feb., 2000, p. 21-26
- «Asesinato y periodismo: Actas de la sociedad de amigos de lo bello», Revista de la Universidad Nacional Autónoma de México, 10, vol. 34, jun, 1980, p. 36-37
- «Asturias crece hacia arriba», Revista de Guatemala, 3.ª época, año 2, vol 18, ene-dic, 1960, p. 105
- «En busca del texto perdido», Revista de la Universidad Nacional Autónoma de México, 5, vol. 34, ene., 1980, p. 36-38
- «Guatemala: las líneas del terror», en Revista de la Universidad Nacional Autónoma de México, 11, vol. 33, jul, 1979, p. 33-35
- «Las venganzas femeninas y sus vastas aplicaciones», Revista de la Universidad Nacional Autónoma de México, 1, vol. 34, sep, 1979, p. 33-34 * «Nadie se ahoga dos veces en el mismo río», Universidad Nacional Autónoma de México, 11, vol. 30, jul, 1976, p. 34-36
- «Si malo, dos veces bueno», Presencia, 4, 1950
- «¿Qué es el guatemalteco?», Revista de Guatemala, 1945, Magna Terra, 1, 2000, p. 23-30
- «El mar es una llaga», en Revista de Bellas Artes, 11-12, 2.ª serie, sep-dic, 1973, p. 11-14
- «Andante amantísimo», Revista de Bellas Artes, 18, 2.ª serie, nov-dic, 1974, p. 41
- «Cartas a Lucrecia», en Revista de la Universidad de México, 2, vol. 34, oct, 1979, p. 41-42
- «Cartas a Lucrecia (segunda parte)», Revista de la Universidad Nacional Atónoma de México, 4, vol. 34, nov, 1979, p. 33-38
- «Cartas a Lucrecia», Revista de la Universidad Nacional Autónoma de México, 11, vol. 34, jul, 1980, p. 36-37
- «Cuando viajamos, el dolor también es pasajero», Revista de la Universidad Nacional Autónoma de México, 8-10, vol. 32, abr-jun, 1978, p. 33-35
- «El espíritu en fuera de lugar», Revista de la Universidad Nacional Autónoma de México, 11, vol. 32, jul, 1978, p. 34-35
- «Esta tarde», Revista de la Universidad Nacional Autónoma de México, 10, vol. 29, jun, 1975
- «Federico Arana: la carga de la memoria», Revista de la Universidad Nacional Autónoma de México, 7, vol. 33, mar., 1979, p. 39-41
- «Fragmentos reunidos», en Revista de la Universidad Nacional Autónoma de México, 6, vol. 33, feb., 1979, p. 10-13
- «La máscara», Revista de la Universidad Nacional Autónoma de México, 12, vol. 33, ago, 1979, p. 32-33
- «La máscara», en Repertorio Latinoamericano, 48, vol. 7, oct-dic, 1981, p. 23-25
- «La rosa y Bonifaz Nuño», Sábado, 318, 3 dic, 1983, p. 2
- «Las casas abandonadas: sublimación del exilio», Revista de la Universidad Nacional Autónoma de México, 6, vol. 34, feb-mar., 1980, p. 99-100
- «Lo único bueno», Revista de la Universidad de México, 10, vol. 29 jun, 1975
- «Nocturno», La Cultura en México, 148, 16 dic, 1964, p. 19
- «Planto», Revista Perraje, 2 jun, 1990, p. 103-107
- «Por numerosas luces adornado», Revista de la Universidad Nacional Autónoma de México, 12, vol. 34, ago, 1980, p. 25-27
- «Reverberaciones», Plural, 165, 2.ª época, vol. 14, jun, 1985, p. 24
- «Rubén las quería de carne y hueso», Revista de la Universidad Nacional Autónoma de México, 8, vol. 34, abr, 1980, p. 35-36
- «Señoras, señores, compañeros», Revista de la Universidad Nacional Autónoma de México, 1, vol. 33, sep, 1978, p. 28
- «Señor de los ejércitos», en Revista de la Universidad Nacional Autónoma de México, 10, vol. 29, jun, 1975
- «Silencio en el verano», en Periódico de Poesía, 1988, p. 8-9
- «Usted, crucifixión de sombras», Plural, 116, 2.ª época, vol. 10, may., 1981, p. 2-4
- «Usted, Vega de Petrarca», Revista de la Universidad Nacional Autónoma de México, 2-3, vol. 35, oct-nov, 1980, p. 68-69
- «De nadie para todos», en La Cultura en México, 360, 8 ene., 1969, p. 13-15
- «Juan», Revista de Guatemala, 2.ª época, año I, vol 2, oct-dic, 1945, p. 147-158
- «Laurel de Eróstrato», La Cultura en México, 539, 18 jun, 1972, p. 12

### Guiones para el cine
- El baúl (en colaboración con José Rovirosa), México, 1967
- Ángeles y querubines, México, 1970
- El coronel fue echado al mar (adaptación de la novela de Luis Spota), México, 1971
- La muerte enamorada (adaptación del relato de Théophile Gautier), México, 1971
- Cuentos para niños, México, 1972
- Las lupitas, México, 1972
- Los aconuros, México, 1972
- Auándar Anapu, el que llegó del cielo, México, 1973
- Al filo del agua (de la novela de Agustín Yáñez), México, 1973
- Matarás a tu prójimo (western para niños), 1973
- La mansión de la locura (adaptación de El sistema del doctor Alquitrán y el profesor Pluma, de Edgar Allan Poe), México, 1974
- Deseos, México, 1977
- Pafnucio Santo, México, 1979

### Obras televisivas
- La laguna, de Joseph Conrad
- El cementerio marino, de Paul Válery
- Fernán González, de Antonio Machado
- Leyendas de Guatemala, de Miguel Ángel Asturias
- Bartleby, de Herman Melville
- Informe para una academia, de Franz Kafka
- Cuentos de almanaque, de Bertolt Brecht
- Poesía de Luis de Góngora
- Poesía de Lope de Vega
- El cristianismo en la literatura y el arte, en colaboración con Eduardo Lizalde
- El corrido en México
- La tradición de la muerte en México

### Obras radiofónicas
- Dos madres, de Miguel de Unamuno (adaptación)
- Nada menos que todo un hombre
- Adolfo, de Benjamin Constant (adaptación parcial)
- Cuentos latinoamericnaos (adaptación)
- La princesa de Sansarandán (magnetodrama)
- Ni todas las ventanas son azules (magnetodrama)
- El luminoso canto del ruiseñor (magnetodrama)

### Teatro
- Los divinos placeres, México, 1980
- El luminoso canto del ruiseñor, México, 1979